# Forum Democratico per il Lavoro e le Libertà
Il Forum Democratico per il Lavoro e le Libertà (in arabo التكتل الديمقراطي من أجل العمل والحريات‎?, al-Takattul al-Dīmuqrāṭī min ajl al-ʿAmal wa l-Ḥurriyyāt; fr., Ettakatol – Forum démocratique pour le travail et les libertés, FDTL) è un partito politico della Tunisia, spesso chiamato semplicemente Ettakatol. FDTL è stato fondato nel 1994 da Mustapha Ben Jafar, ma è stato riconosciuto solo nel 2002. FDTL è un partito socialdemocratico, osservatore presso l'Internazionale Socialista.
Nel 2011, alle elezioni per l'Assemblea Costituente, Ettakatol ottenne il 7% dei voti e 20 seggi. FDTL entrò così a far parte del nuovo governo insieme al Movimento della Rinascita (conservatori islamici) e il Congresso per la Repubblica (laici di centrosinistra). Sempre nel 2011 Ben Jafar venne eletto presidente dell'Assemblea costituzionale.